# Samuel Velásquez
Samuel Velásquez Uribe (Medellín, 29 maggio 2003) è un calciatore colombiano, difensore dell'Atlético Nacional e della nazionale colombiana.

## Caratteristiche tecniche
È un terzino sinistro.

## Carriera

### Club
Velásquez è cresciuto nel settore giovanile del Atlético Nacional ed ha debuttato in prima squadra il 27 gennaio 2023 nell'incontro di Categoría Primera A vinto 1-0 contro l'Once Caldas. Ha segnato il suo primo gol il 1º ottobre seguente nel successo per 3-0 sull'Envigado.

### Nazionale
Ha giocato nella nazionale colombiana Under-23.
Il 4 dicembre 2023 ha ricevuto la prima convocazione da parte della nazionale colombiana per disputare due amichevoli contro Venezuela e Messico. Ha debuttato una settimana più tardi giocando titolare contro il Venezuela.

## Statistiche

### Presenze e reti nei club
Statistiche aggiornate al 7 agosto 2024.
| Stagione        | Squadra           | Campionato      | Campionato | Campionato | Coppe nazionali | Coppe nazionali | Coppe nazionali | Coppe continentali | Coppe continentali | Coppe continentali | Altre coppe | Altre coppe | Altre coppe | Totale | Totale | Totale |
| Stagione        | Squadra           | Comp            | Pres       | Reti       | Comp            | Pres            | Reti            | Comp               | Pres               | Reti               | Comp        | Pres        | Reti        | Pres   | Reti   |        |
| --------------- | ----------------- | --------------- | ---------- | ---------- | --------------- | --------------- | --------------- | ------------------ | ------------------ | ------------------ | ----------- | ----------- | ----------- | ------ | ------ | ------ |
| 2023            | Atlético Nacional | A               | 19         | 2          | CC              | 5               | 0               | CL                 | 0                  | 0                  |             | -           | -           | 24     | 2      |        |
| 2024            | Atlético Nacional | A               | 8          | 0          | CC              | 0               | 0               | CL                 | 1                  | 0                  |             | -           | -           | 9      | 0      |        |
| Totale carriera | Totale carriera   | Totale carriera | 27         | 2          |                 | 5               | 0               |                    | 1                  | 0                  |             | -           | -           | 33     | 2      |        |

### Cronologia presenze e reti in nazionale
| Cronologia completa delle presenze e delle reti in nazionale ― Colombia | Cronologia completa delle presenze e delle reti in nazionale ― Colombia | Cronologia completa delle presenze e delle reti in nazionale ― Colombia | Cronologia completa delle presenze e delle reti in nazionale ― Colombia | Cronologia completa delle presenze e delle reti in nazionale ― Colombia | Cronologia completa delle presenze e delle reti in nazionale ― Colombia | Cronologia completa delle presenze e delle reti in nazionale ― Colombia | Cronologia completa delle presenze e delle reti in nazionale ― Colombia |
| Data                                                                    | Città                                                                   | In casa                                                                 | Risultato                                                               | Ospiti                                                                  | Competizione                                                            | Reti                                                                    | Note                                                                    |
| ----------------------------------------------------------------------- | ----------------------------------------------------------------------- | ----------------------------------------------------------------------- | ----------------------------------------------------------------------- | ----------------------------------------------------------------------- | ----------------------------------------------------------------------- | ----------------------------------------------------------------------- | ----------------------------------------------------------------------- |
| 11-12-2023                                                              | Fort Lauderdale                                                         | Colombia                                                                | 1 – 0                                                                   | Venezuela                                                               | Amichevole                                                              | -                                                                       |                                                                         |
| 17-12-2023                                                              | Los Angeles                                                             | Messico                                                                 | 2 – 3                                                                   | Colombia                                                                | Amichevole                                                              | -                                                                       |                                                                         |
| Totale                                                                  |                                                                         | Presenze                                                                | 2                                                                       |                                                                         | Reti                                                                    | 0                                                                       |                                                                         |

## Palmarès

### Club

#### Competizioni nazionali
- Copa Colombia: 1

Atlético Nacional: 2023
- Súper Liga: 1

Atlético Nacional: 2023